# 크르크프나르

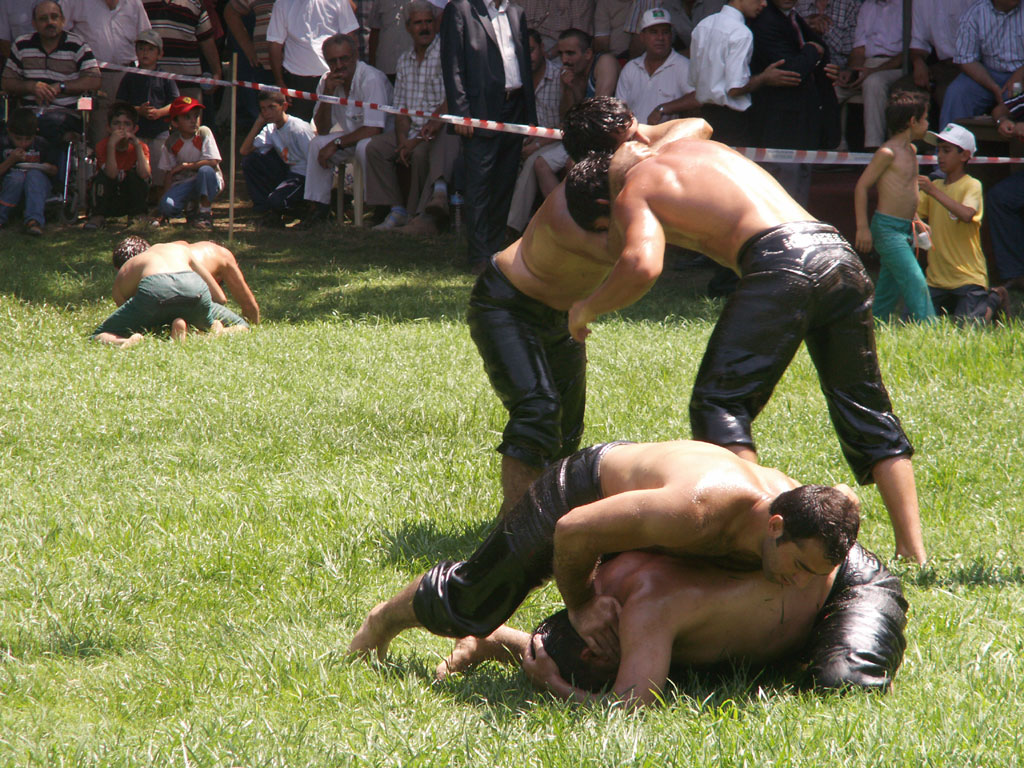
크르크프나르

크르크프나르(튀르키예어: Kırkpınar)는 튀르키예의 오일 레슬링으로, 에디르네 지역에서 매년마다 대회가 개최된다.